# Tentorium cerebelli
Het tentorium cerebelli, Latijn, letterlijk: tent van de kleine hersenen, is een verlenging van het harde hersenvlies die de kleine hersenen scheidt van de onderste delen van de occipitale kwab.

## Klinisch belang
Voor hersentumoren (en andere hersenaandoeningen) wordt er vaak een onderscheid gemaakt tussen supratentorieel, boven het tentorium, en infratentorieel, onder het tentorium. De locatie van de tumor kan bijdragen aan de diagnose van het type tumor. Het merendeel van de tumoren bij kinderen is infratentorieel, terwijl volwassenen vaker supratentoriële tumoren krijgen.
Er kan als gevolg van een uitbreiding van het hersenweefsel of de omliggende weefsels, zoals bijvoorbeeld door een hersenbloeding of -tumor, druk komen te staan op het tentorium. Aangezien het tentorium een harde structuur is, kan het vervolgens omliggende structuren beknellen. Als het tentorium van zijn plek verschuift, wordt dit een hernia genoemd. Een veelvoorkomend symptoom hierbij is een verwijde pupil, omdat het tentorium de nervus oculomotorius beknelt. In gevallen van ernstig verhoogde intracraniële druk kan een hernia van het tentorium ernstige gevolgen hebben, aangezien het ook de hersenstam, waar veel vitale functies zitten, kan beknellen.